# Ara Gevorgjan
Ara Gevorgjan (armeniska: Արա Գևորգյան), född 19 april 1960 i Jerevan, är en armenisk musikkompositör och musikproducent.
Mellan 1983 och 1987 studerade han träblåsinstrument och popmusik vid Armeniska stadsuniversitetet för pedagogik. En av hans mest kända låtar är Artsach (Արցախ) från albumet Ani (Անի).
Gevorgjan är son till Valja Samveljan.

## Diskografi

### CD-album
- 1995: Օվկիանոսից այն կողմ
- 1997: Կարոտ
- 1999: Անի
- 2001: Խոր Վիրապ
- 2005: Ադանա
- 2009: Վաղարշապատ